# 구호기사단 치하의 로도스
구호기사단 치하의 로도스는 1310년부터 1522년까지 약 200년간 구호기사단이 로도스섬을 통치했던 시기를 가리킨다. 이 시기 활동했던 구호기사단을 로도스 기사단(영어: Knights of Rhodes)이라고 부르기도 한다. 1291년 예루살렘 왕국이 멸망한 이후 구호기사단은 키프로스 왕국에 주둔했지만 곧 영구적인 거주지를 찾아나섰고, 당시 비잔티움 제국이 점령하고 있던 로도스섬을 4년 간의 전쟁 끝에 탈취했다. 이후 로도스섬은 구호기사단의 본부가 되었고, 이슬람 세력은 로도스섬에 위치한 구호기사단을 위협으로 간주하고 여러 차례 공격하기도 했다. 1522년 오스만 제국의 쉴레이만 대제가 6개월 간의 포위 끝에 로도스섬을 점령했으며, 이후 구호기사단은 유럽 각지를 떠돌다가 1530년 몰타섬에 정착하게 된다.
로도스 통치 시기 첫 구호기사단 총장은 폴크 드 빌라레였으며, 마지막으로 로도스를 다스린 구호기사단 총장은 필리프 빌리에르 드 릴 아담이었다.

## 역사

### 구호기사단의 로도스 정복
1291년 예루살렘 왕국이 멸망하자 구호기사단은 트리폴리 백국에 감금되었고, 1291년 아크레가 함락되자 키프로스 왕국으로 피신했다. 구호기사단이 키프로스 정치에 휘말리는 것을 발견한 총장 기욤 드 빌라레는 그들 자신의 임시 영토를 획득하는 계획을 세웠고, 당시 비잔틴 제국의 영토였던 로도스섬에 주목했다.
구호기사단의 특권은 바뀌지 않은채 키프로스의 왕 앙리 2세와 구호기사단이 지속적으로 충돌하자, 폴크 드 빌라레는 비잔틴 황제 안드로니코스 2세의 공식 권한 하에 있는 로도스섬에 기사단을 이관하기로 결정했다. 그 후 그는 아비뇽과 파리로 가서 교황 클레멘스 5세와 프랑스 왕 필리프 4세에게 도움과 동의를 구했다. 교황은 이 계획을 승인했고, 임무의 끝을 밝히지 않은 채 새로운 십자군 파견을 명령했다. 그리고 1308년 9월, 제노바와 나폴리 왕국의 함대가 브린디시에서 출항했다. 황제는 빌라레의 존경의 제안을 거절하고 섬을 방어하기 위해 지원군을 보냈지만 구호기사단은 지원군을 격퇴했다. 1310년 8월 15일, 4년 이상의 원정 끝에 로도스는 구호기사단에게 항복했다. 구호기사단은 또한 이웃한 많은 섬들과 아나톨리아 항구인 할리카르낫소스, 그리고 카스텔로리조섬을 장악했다.

### 로도스 정착 및 개발
로도스를 완전히 정복하기 직전인 1309년, 구호기사단은 7세기에 지어진 요새를 개조해 총장궁을 만들었다. 14세기 초반, 구호기사단은 궁을 수리하고 여러 차례 개조를 거쳤다.

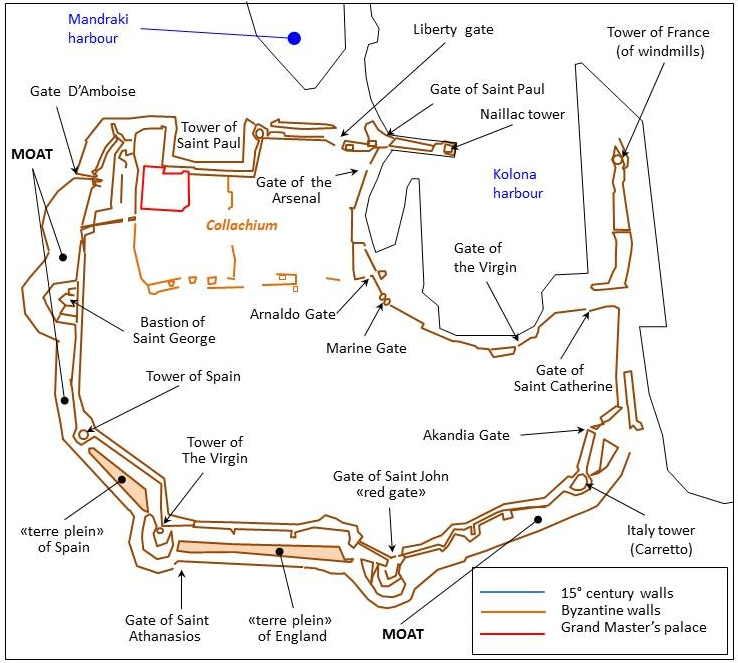
구호기사단이 로도스시에 지은 요새 배치도

섬의 위치가 오스만 제국과 상당히 가까웠기 때문에, 구호기사단은 로도스 일대에 여러 요새를 짓기 시작했다. 그 중세 도시는 4킬로미터 길이의 성벽 안에 위치해 있으며 북쪽의 고읍과 남쪽-남서쪽의 하읍으로 나뉜다. 기사단의 첫 호스피스 부지와 가까운 북쪽에는 오베르뉴 여관이 있다. 원래 호스피스였던 지역은 15세기에 기사의 거리 남쪽에 1440년에서 1489년 사이에 지어진 대병원으로 대체되었다. 중세 시가지를 둘러싼 성벽 사이로 여러 성문을 뚫어놓았으며, 그 중 일부는 1480년 공방전 이후 용도가 변경되었다.

### 팔레올로고스 왕조와의 전쟁
로도스에서, 각 언어의 상주 기사들은 바일리가 이끌었다. 1334년 로도스 기사단은 안드로니코스와 그의 튀르크 보조군을 격파했다. 14세기에, 비잔틴 제국과 구호기사단 간의 몇몇 다른 전투가 있었다.

### 이슬람 세력과의 전투
1374년 기사단은 1344년 십자군에 의해 정복된 스미르나의 방어를 맡았다. 기사단은 1402년 티무르에 의해 포위되어 함락될 때까지 이곳을 지켰다. 로도스에서 구호기사단원들은 특히 바르바리 해적들과 싸우면서 더욱 군사화된 군대가 될 수 밖에 없었다. 15세기에 구호기사단은 두 차례의 침공을 격퇴했는데, 하나는 이집트의 맘루크 술탄인 사이드 앗 딘 야크마크가 1444년 침략한 것이고, 다른 하나는 1453년 콘스탄티노플을 함락시키고 비잔틴 제국을 정복한 이후 구호기사단을 목표로 삼은 메흐메트 2세가 1480년 침공한 것이었다.

### 로도스 공방전과 멸망
1522년 오스만 제국의 쉴레이만 대제가 6개월 간의 포위 끝에 로도스섬을 점령했으며, 이후 구호기사단은 유럽 각지를 떠돌다가 1530년 몰타섬에 정착하게 된다.

## 같이 보기
- 구호기사단 치하의 몰타